# Бруси-Яґльє
Бруси-Яґльє (пол. Brusy-Jaglie) — село в Польщі, у гміні Бруси Хойницького повіту Поморського воєводства.
У 1975-1998 роках село належало до Бидгощського воєводства.